# Reidar Eide
Reidar Eide (ur. 6 listopada 1940 w Høyland, zm. luty 1999) – norweski żużlowiec.

## Życiorys
Wielokrotny reprezentant Norwegii. Finalista indywidualnych mistrzostw świata (Göteborg 1968 - XIII miejsce) i mistrzostw świata par (Boras 1973, w parze razem z Dagiem Løvaasem – V miejsce). Startował również w eliminacjach indywidualnych mistrzostw świata (m.in. dziesięciokrotny uczestnik finału skandynawskiego: 1969 – IV miejsce, 1970 – V miejsce, 1971 – II miejsce, 1972 – VIII miejsce, 1973 – VII miejsce, 1974 – V miejsce, 1975 – V miejsce, 1976 – XI miejsce, 1979 – XI miejsce i 1980 – XV miejsce).
Pięciokrotnie złoty (1967–1971) i srebrny medalista (1966) indywidualnych mistrzostw Norwegii.
Startował w lidze angielskiej w barwach klubów: Edinburgh Monarchs, Coatbridge Monarchs, Wembley Lions, Poole Pirates, Sheffield Tigers, Newport Wasps (brązowy medal w 1975 roku), Leicester Lions, Exeter Falcons, Reading Racers (mistrzostwo w 1980 roku), Eastbourne Eagles, Swindon Robins i Wolverhampton Wolves.

## Przynależność klubowa
Wielka Brytania
- Edinburgh Monarchs (1966–1967)
- Coatbridge Monarchs (1968–1969)
- Wembley Lions (1970)
- Poole Pirates (1971)
- Sheffield Tigers (1972)
- Newport Wasps (1973–1975)
- Leicester Lions (1976–1977)
- Exeter Falcons (1978)
- Reading Racers (1979–1980)
- Eastbourne Eagles (1980)
- Swindon Robins (1980)
- Wolverhampton Wolves (1980)